# Kiran Bechan
Winand Kiran Madhankumar Bechan (Amsterdam, 12 settembre 1982) è un ex calciatore olandese con cittadinanza surinamese, di ruolo centrocampista.

## Carriera
Ha giocato nella massima serie dei campionati olandese, cipriota e kazako.